# Дюпре, Шарль
Шарль Элиза Адриен Дюпре (нидерл. Charles Eliza Adrien Dupré, 7 июня 1827, Роттердам — 11 июня 1907, Делфт) — голландский шахматист.
Неофициальный чемпион Нидерландов 1879 г., серебряный призер неофициальных чемпионатов Нидерландов 1875 и 1884 гг.
Занимал пост секретаря Роттердамского отделения Нидерландской шахматной ассоциации. Позже работал экспедитором в Делфте.

## Спортивные результаты
| Год  | Город     | Соревнование                                   | + | − | = | Результат | Место |
| ---- | --------- | ---------------------------------------------- | - | - | - | --------- | ----- |
| 1861 | Роттердам | Серия партий с А. Андерсеном                   |   |   |   |           |       |
| 1875 | Гаага     | Серия партий с А. Андерсеном                   |   |   |   |           |       |
|      | Роттердам | 3-й турнир Нидерландской шахматной ассоциации  |   |   |   |           | 2     |
| 1879 | Роттердам | 7-й турнир Нидерландской шахматной ассоциации  |   |   |   |           | 1     |
| 1884 | Гауда     | 12-й турнир Нидерландской шахматной ассоциации | 6 | 1 | 3 | 7½ из 10  | 2     |
| 1888 | Роттердам | 16-й турнир Нидерландской шахматной ассоциации | 4 | 3 | 0 | 4 из 7    | [ 4 ] |